# Kamienica „Pod Sową” w Krakowie
Kamienica „Pod Sową” – zabytkowa kamienica znajdująca się w Krakowie, pomiędzy Półwsiem Zwierzynieckim, czyli dzielnicą VII i Nowym Światem, czyli dzielnicą I przy alei Zygmunta Krasińskiego 21.

## Opis konstrukcji
Jest to trójkondygnacyjny budynek o secesyjnej fasadzie wzniesiony w 1907 roku, według projektu architektów Romana Bandurskiego oraz Piotra Kozłowskiego.
Elewacja frontowa jest w całości pięcioosiowa. Budynek wieńczy gzyms koronujący. Okna ozdobione są obramieniami i gzymsami nadokiennymi.
14 maja 1973 kamienica została wpisana do rejestru zabytków. Znajduje się także w gminnej ewidencji zabytków.